# Gamera 3: Jyashin Iris Kakusei
Gamera 3: Jyashin Iris Kakusei (ガメラ3 邪神〈イリス〉覚醒 Gamera Surī: Irisu Kakusei?), conocida en España como Gamera : la venganza de Iris, es una película japonesa del género kaiju dirigida por Shusuke Kaneko, escrita por Kaneko y Kazunori Itō, y producida por Miyuki Nanri, Naoki Sato y Tsutomu Tsuchikawa producida por Daiei Film y distribuida por Toho, la película es la undécima entrega en la serie de películas de Gamera, así como la tercera película en la Era Heisei de la franquicia, y sirve como secuela de la película de 1996 Gamera 2: Legion Shūrai
La película está protagonizada por Ai Maeda como Ayana Hirasaka, una joven que forma un vínculo psíquico con una criatura parásita conocida como Iris, que se alimenta del odio que siente por la tortuga gigante escupe fuego, Gamera, que sin saberlo había matado a los padres de Ayana. La película también presenta a Shinobu Nakayama y Ayako Fujitani repitiendo sus papeles como Mayumi Nagamine y Asagi Kusanagi, respectivamente. Hirofumi Fukuzawa interpreta a Gamera, mientras que Akira Ohashi, quien interpretó a Gamera en la película anterior, interpreta a Iris. 
Gamera 3 se proyectó en el Festival Internacional de Cine de Toronto de 1999 y recibió el premio Mainichi Film Concours a la mejor grabación de sonido en Japón. 

## Argumento
Han pasado tres años desde que Gamera derrotó a Legion y el mundo está nuevamente plagado de Gyaos, que se han convertido en Hyper Gyaos. Mayumi Nagamine, una destacado ornitóloga, regresa para ayudar al gobierno japonés a abordar esta amenaza. Un cementerio de fósiles de Gamera se encuentra en el fondo del mar. Mientras tanto, agentes oscuros del gobierno, la ocultista Miss Asakura y Kurata Shinya, están trabajando para una agenda diferente, con Asakura creyendo que Gamera es un espíritu maligno.
Un par de Gyaos se deslizan por el distrito Shibuya de Tokio, pero Gamera los destruye a costa de veinte mil vidas humanas, lo que hace que el gobierno japonés ordene la destrucción inmediata de Gamera. Mientras tanto, una joven llamada Ayana, cuyos padres fueron asesinados inadvertidamente por Gamera durante su batalla anterior con Gyaos en 1995, descubre un huevo de piedra sellado dentro del templo de su aldea. El huevo eclosiona una pequeña criatura con tentáculos, a quien la niña llama "Iris" en honor a de su gato muerto. Iris forma un vínculo con Ayana a través de un colgante de oricalco y se convierte en el foco de la búsqueda de venganza de Ayana mientras busca criar a su propio monstruo y vengarse de Gamera. Sin embargo, Iris intenta absorber a Ayana en el proceso de su crecimiento. La compañera de clase de la niña se las arregla para liberarla del capullo de Iris, pero deja su guarida y mata a la mitad de la población de la aldea, para luego convertirse en su forma adulta. El ejército intenta destruirlo, pero fracasa.
Iris vuela hacia la ciudad de Kioto, donde Ayana ha sido tomada por Asakura y Kurata, y Asakura intenta deliberadamente usar a la niña para convocar a Iris. Gamera intercepta a Iris a mitad de vuelo y los dos participan en una batalla aérea, pero el ejército japonés interviene y golpea a Gamera con un ataque de misil táctico. Nagamine y Asagi, la chica una vez psíquicamente vinculada con Gamera, recuperan a Ayana e intentan sin éxito sacarla de Kioto. Kurata expresa la creencia de que Iris había sido creado deliberadamente para derrotar a Gamera para que los Gyaos pudieran acabar con la humanidad.
Los dos monstruos se encuentran y continúan su lucha, pero Iris gana fácilmente la ventaja, empalando a Gamera y dejándolo a morir. Iris luego se dirige a la estación de tren y absorbe a Ayana, matando a Asakura y Kurata en el proceso. Desde el interior del cuerpo de Iris, Ayana experimenta los recuerdos de la criatura y se da cuenta de que su odio y amargura lo motivaron. Justo cuando ella tiene su epifanía, Gamera hunde su mano profundamente en el pecho de Iris y libera a la chica, robándole a Iris su fusión humana. Nagamine y Asagi, atrapadas entre los restos de la estación de tren, observan impotentes cómo Iris empala la mano de Gamera y comienza a sorber su sangre, creando bolas de fuego con sus tentáculos. Gamera enciende su mano herida y absorbe las bolas de fuego de Iris, formando un puño de plasma ardiente, que empuja hacia el pecho herido de Iris.
Iris explota, explotando el techo de la estación de tren en ruinas. Con la comatosa Ayana todavía aferrada a su puño, Gamera deja a la niña donde Nagamine y Asagi se esconden. Las mujeres no pueden revivirla, pero Gamera deja escapar un rugido y Ayana se despierta. Gamera deja a la niña preguntándose por qué él le salvaría la vida después de todo lo que ella había hecho. Un enjambre de Gyaos, comienza a descender sobre Japón con la intención de destruir a su mayor enemigo de una vez por todas, mientras Gamera deja escapar un último rugido de desafío mientras se mantiene firme en el centro de una ciudad en llamas.

## Reparto
- Shinobu Nakayama como Mayumi Nagamine.
- Ai Maeda como Ayana Hirasaka / Joven Ayana.
- Ayako Fujitani como Asagi Kusanagi.
- Senri Yamasaki como Mito Asakura.
- Toru Tezuka como Shinya Kurata.
- Takasaki Nayami como GF Colonel Takoshi.
- Hakosaki Sato como GF General.
- Kenji Soto como Dr. Sato
- Yukijirō Hotaru como Inspector Osako.
- Masahiko Tsugawa como Commander in Chief of the Air Defence Command (Lieutenant General).
- Hirofumi Fukuzawa como Gamera.
- Akira Ohashi como Iris.
- Kei Horie como Shigeki Hinohara.
- Yukie Nakama como Female Camper.

## Producción
Muchos miembros del equipo que trabajaron en Gamera 3 tenían trabajos previos en la serie de películas de Gamera. El director Shusuke Kaneko dirigió Uchū Kaijū Gamera (1995) y Gamera 2: Legion Shūrai (1996). Gamera 3 marca la primera película de Gamera en la que Kaneko tenía créditos de escritura de guiones mientras coescribía la película con Kazunori Ito, quien había escrito previamente las dos películas anteriores de Gamera de la década de 1990. El compositor musical Kō Ōtani y el director de efectos especiales Shinji Higuchi también participaron regularmente en la serie, trabajando previamente en ambas películas.

## Estreno
Gamera 3: Jyashin Iris Kakusei fue lanzado en Japón el 3 de marzo de 1999. La película recaudó más de $15,000,000 en su estreno. La película tuvo su estreno norteamericano en el G-Fest en 1999 y también se exhibió en el Festival de Cine de Toronto de 1999.
Gamera 3 fue sucedida por Gamera the Brave dirigida por Ryuta Tasaki en 2006. La trama de la película ignora los eventos de las tres películas dirigidas por Kaneko.

## Recepción
En Japón, Gamera 3: Revenge of Iris ganó el premio a la mejor grabación de sonido en la 54.ª ceremonia del Mainichi Film Concours.
Los críticos occidentales elogiaron la película como una de las mejores de la serie Gamera y comentaron los efectos especiales de la película. Variety declaró que la película era "algo más elaborada" y "más valiente y moderna" que Gamera the Guardian of the Universe (1995) y Gamera 2: Attack of Legion (1996), además de afirmar que el monstruo Gamera parecía "más amenazante". Variety también describió los efectos especiales de la película como "buenos por su modelo/miniatura/estándares animados", pero sintió que no estaban a la altura de los efectos especiales estadounidenses. El San Francisco Chronicle sintió que la trama de la película era similar a un episodio de The X-Files, pero elogió los efectos especiales de la película y opinó que "los efectos especiales son fantásticos, aunque los monstruos todavía parecen tipos con trajes de goma. Los fanáticos del género no lo tomarían de otra manera". El crítico de cine Tom Mes se refirió a la película como la mejor película de Gamera hasta la fecha, y opinó que la película "ofrece todo lo que una película sobre monstruos enormes que luchan y pisotean ciudades debe tener: emoción, secuencias de acción slam-bang, criaturas bellamente diseñadas y, sí, incluso efectos especiales asombrosos" Time sintió que la película era más fuerte que Gamera 2: El ataque de Legion, "porque tiene mucho menos Gamera; hay mucha riqueza en los personajes, y mucho menos diversión, lo que hay se puede encontrar en el caparazón, los dientes, los ojos, las garras, las escamas, etc. Pero la película tiene emociones para aquellos que las necesitan. Hacia el final, un joven científico se enfrenta a Iris, es su perdición, pero, un momento antes de morir, grita como una animadora ante su propia inmolación: "Oh, chico, ¿esto da miedo? ¡Sí!" Secundo esa noción".